# Mpako I
Mpako I est une localité du Cameroun située dans le département du Koupé-Manengouba et la Région du Sud-Ouest, non loin de Nyasoso. Elle fait partie de la commune de Tombel.

## Environnement
Le village se trouve dans la région du mont Koupé. On y trouve notamment Trioceros montium, une espèce de saurien endémique du Cameroun.

## Population
Lors du recensement de 2005, la localité comptait 146 habitants.